# Seznam francoskih hokejistov na ledu
Seznam francoskih hokejistov na ledu.

## A
- Yohann Auvitu

## B
- Pierre-Édouard Bellemare
- Nicolas Besch
- Maurin Bouvet
- Philippe Bozon

## C
- Florian Chakiachvili
- Valentin Claireaux

## D
- Stéphane Da Costa
- Teddy Da Costa
- Olivier Dame-Malka
- Floran Douay
- Jean-François Druel

## F
- Damien Fleury

## H
- Florian Hardy
- Kévin Hecquefeuille
- Cristobal Huet

## J
- Jonathan Janil

## L
- Loïc Lampérier

## M
- Antonin Manavian
- Laurent Meunier

## P
- Franck Pajonkowski
- Denis Perez
- Jordann Perret
- Serge Poudrier
- Christian Pouget

## Q
- Ronan Quemener

## R
- Damien Raux
- Anthony Rech
- Nicolas Ritz
- Antoine Roussel

## T
- Sacha Treille

## V
- Christophe Ville